# Tischardt
Tischardt ist ein Ortsteil der Gemeinde Frickenhausen im Landkreis Esslingen in Baden-Württemberg.

## Geographie
Tischardt liegt auf einem Sattel zwischen Autmut- und Krummbachtal, etwa zwei Kilometer südwestlich von Frickenhausen. Nachbarorte sind im Norden Großbettlingen und Nürtingen, im Nordosten Frickenhausen, im Südwesten Grafenberg, im Süden Kohlberg und im Osten Neuffen.

## Geschichte
Tischardt entstand als Rodungssiedlung im hohen Mittelalter auf der Urmarkung des älteren Frickenhausen. Darauf weist auch das im Namen enthaltene Wort Hard oder Hardt = Holz hin. Erstmals erwähnt wird der Ort zusammen mit Frickenhausen in einem Lagerbuch des Spitals St. Katharina in Esslingen im Jahr 1310. Bereits 1301 war Tischardt zweifellos mit der Herrschaft Neuffen an die Grafen von Württemberg gelangt und gehörte dann auch zum altwürttembergischen Amt Neuffen bis zu dessen Aufhebung im Jahr 1806.
Der Dreißigjährige Krieg (1618–1648) machte sich erst nach der Schlacht bei Nördlingen 1634 im Steinachtal bemerkbar. Die berüchtigten Dragoner des Walter Butler und Kroaten plünderten die Dörfer. Die Pest wütete, die Bevölkerung Tischardts (1603: 83 Erwachsene und Schulkinder) starb oder zog weg. Von 1639 bis 1652 lag der Ort unbewohnt, von 21 Gebäuden existierten 1655 nur noch fünf. 1685 ließen sich einige vertriebene Protestanten aus dem Erzstift Salzburg hier nieder. Erst 1719 zählte der Ort wieder hundert Einwohner.
Tischardt kam 1806 bei der Umsetzung der neuen Verwaltungsgliederung im Königreich Württemberg zum Oberamt Nürtingen. Die Verwaltungsreform während der NS-Zeit in Württemberg führte 1938 zur Zugehörigkeit zum neu umfassten Landkreis Nürtingen. Da Tischardt nach dem Zweiten Weltkrieg Teil der Amerikanischen Besatzungszone geworden war, gehörte der Ort somit seit 1945 zum neu gegründeten Land Württemberg-Baden, das 1952 im jetzigen Bundesland Baden-Württemberg aufging.
Am 15. April 1972 wurde Tischardt nach Frickenhausen eingemeindet.

## Politik

### Wappen
Blasonierung: In Blau ein silberner Tisch vor drei silbernen Laubbäumen. Das Ortswappen wurde 1923 angenommen.

### Ortschaftsrat
Der Ortschaftsrat besteht aus 10 Personen, ehrenamtlicher Ortsvorsteher ist Jürgen Bauder.

### Bürgermeister
- 1919–1945 Ludwig Bauder
- 1940–1945 Albert Brandstetter (kommissarisch)
- 1948–1954 Ludwig Bauder
- 1954–1972 Erich Scherer (zugleich Bürgermeister von Frickenhausen)

### Einwohnerentwicklung
bis zur Eingemeindung nach Frickenhausen, die Einwohnerzahlen sind Volkszählungsergebnisse.
| Stichtag           | Einwohnerzahl |
| ------------------ | ------------- |
| 3. Dezember 1834   | 344           |
| 1. Dezember 1871   | 351           |
| 1. Dezember 1900   | 431           |
| 17. Mai 1939       | 366           |
| 13. September 1950 | 538           |
| 6. Juni 1961       | 654           |
| 27. Mai 1970       | 977           |

## Öffentliche Einrichtungen

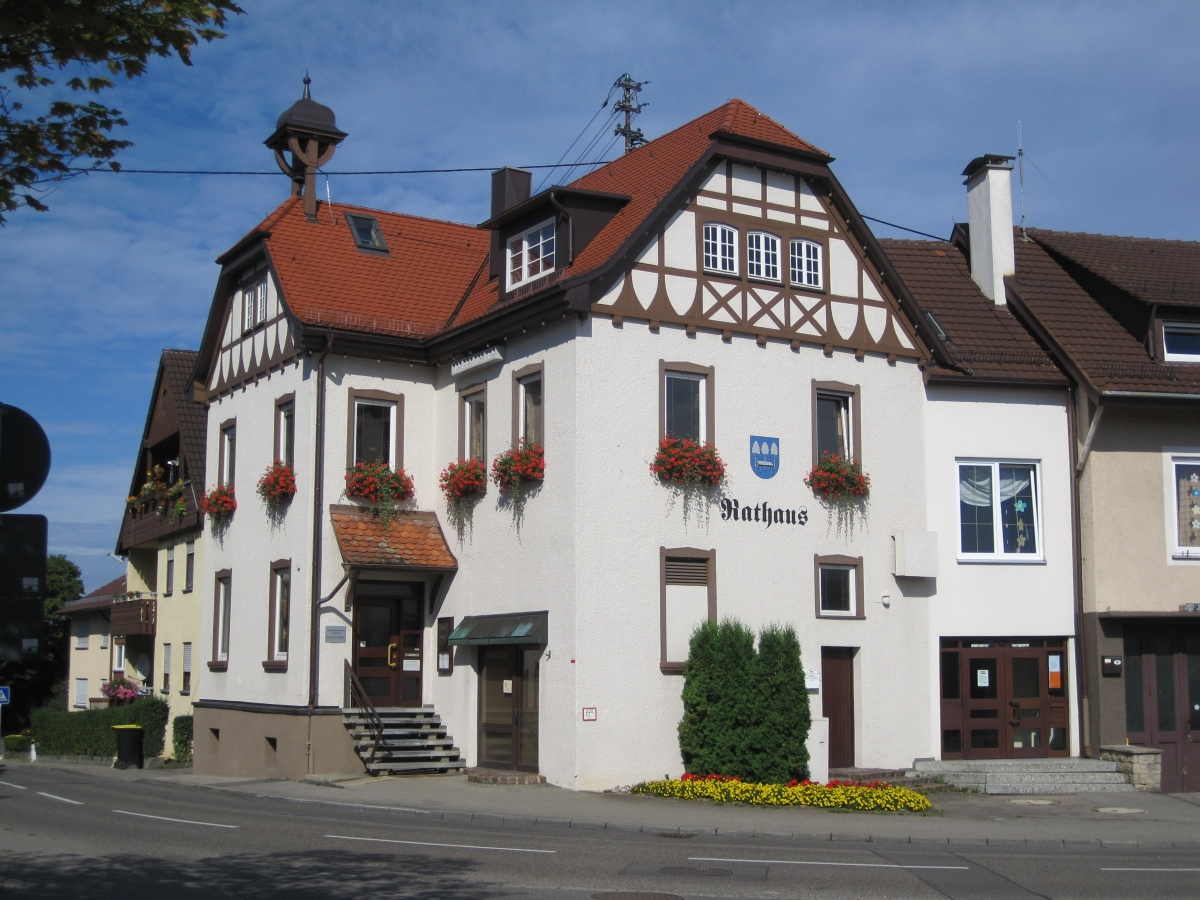
Das Tischardter Rathaus

In Tischardt gibt es ein Rathaus, eine neu erbaute Grundschule, einen Kindergarten und eine Mehrzweckhalle (Turn- und Festhalle) sowie ein Sportgelände mit zwei Rasenplätzen.

## Verkehr
Durch Tischardt führt die Kreisstraße 1239 von Frickenhausen zur Bundesstraße 313. Die Kreisstraße 1240 verbindet Tischardt mit Kohlberg.

## Sonstiges

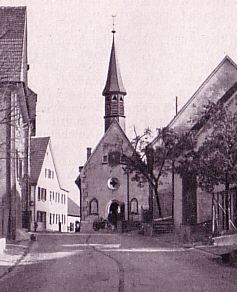
Ehemalige Tischardter Kirche

Die in ihren ältesten Teilen aus dem 15. Jahrhundert stammende Kapelle musste dem Ausbau der Ortsdurchfahrt weichen. Sie wurde Stein für Stein abgetragen und eingelagert, um in einem vom Landkreis Esslingen geplanten Freilichtmuseum wieder aufgebaut zu werden. 1982 lehnte der Kreistag in Esslingen jedoch die Errichtung eines Freilichtmuseums ab. Man begann nun damit, eingelagerte Gebäude wieder loszuwerden. So wurde die ehemalige Dorfkirche von Tischardt, das „Tischardter Kirchle“, an das Freilichtmuseum Neuhausen ob Eck verschenkt. Als der Landkreis Esslingen 1985 das Thema wieder aufgriff und beschloss, das Freilichtmuseum Beuren aufzubauen, war es zu spät.